# Fortschritt E 517
Der Fortschritt E 517 ist ein selbstfahrender Mähdrescher des VEB Kombinat Fortschritt Landmaschinen, der im Mähdrescherwerk Bischofswerda/Singwitz hergestellt wurde. Er ist der Nachfolger des Typs Fortschritt E 516. Verbesserungen gegenüber dem Vorgänger sind die in Zusammenarbeit mit der TU Dresden entwickelte Dreischichtreinigung des Dreschgutes, modifizierte Schüttler, eine bessere Abdichtung und ein besserer Korrosionsschutz durch galvanische Verzinkung. Vorgestellt wurde der Drescher auf der 29. Internationalen Maschinenmesse in Brünn und der Leipziger Frühjahrsmesse 1987.

## Beschreibung
Der Fortschritt E 517 ist ein konventioneller Schüttlermähdrescher mit hydrostatischem Fahrantrieb. Er ist nach dem Längsgutflussprinzip konstruiert, das heißt, dass das Erntegut vorn in die Maschine aufgenommen wird, das Gut in der Mitte der Maschine verarbeitet wird und die Reste der Erntegutverwertung, vor allem Stroh, die Maschine hinten verlassen. Er kann für die Ernte verschiedener Fruchtsorten ausgerüstet und an Hängen mit einer Neigung von bis zu 9,45° eingesetzt werden. Standardmäßig stehen für konventionelle Getreidesorten zwei Schneidwerke mit 5771 mm oder 6685 mm Arbeitsbreite zur Verfügung, ab Werk gab es ferner sechs- oder achtreihige Maispflücker sowie Sonnenblumenschneidwerke. Der Körnerdurchsatz beträgt 16.000 kg/h.

### Schneidwerk
Das serienmäßig in den Arbeitsbreiten 5,8 m oder 6,7 m gelieferte Schneidwerk für Getreide hat eine Schnellkupplung und wird für die Fahrt auf einer öffentlichen Straße auf dem eigens dafür vorgesehenen Anhänger mitgeführt. Der Antrieb des Messers erfolgt vom Drescher her über eine keilriemengetriebene Welle und wird mittels Taumelwelle und Koppelschwinge realisiert. Die Schnittgeschwindigkeit beträgt 1,62 m/s. Das Schneidwerk ist pendelnd aufgehängt, sodass es in Längsrichtung und Querrichtung bodenkopierend ist. Ein einstellbarer Massenausgleich sorgt für eine stetige Gleichgewichtsstellung des Schneidwerkes. Die Schnitthöhe kann in drei Stufen (70 mm, 95 mm, 125 mm) mit unterhalb des Schneidwerktrogs angebrachten Schleifschuhen eingestellt werden. Zudem kann der Schnittwinkel des Schneidwerks hydraulisch verstellt werden, um auch Lagergetreide fassen zu können. Je nach Fruchtsorte können unterschiedliche Halmteiler an das Schneidwerk angebracht werden. Je nach Arbeitsbreite hat das Schneidwerk 77 oder 89 Finger und einen Mähbalken mit 78 oder 90 Messern. Zur Entstopfung kann die Antriebsrichtung des Schneidwerkes umgekehrt werden. Die Haspel ist für die Ernte von Lagerfrucht geeignet. Der Eingriff der Zinken kann mit einer Sechskantschraube eingestellt werden, die Drehzahl ist stufenlos zwischen 21 und 62 min−1 einstellbar. Sowohl in Vertikalrichtung, als auch in Horizontalrichtung kann die Haspel hydraulisch bewegt werden. Eine Rutschkupplung verhindert, dass der Antrieb der Haspel überlastet wird. Mit einer Schnellkupplung kann das Schneidwerk augenblicklich gestoppt werden. Die Einzugsschnecke des Schneidwerks transportiert das Erntegut zum Schrägförderer.

### Dreschwerk
Über den Schrägförderer wird das Erntegut dem Dreschwerk zugeführt. Eine Steinfangmulde verhindert Beschädigungen des Dreschwerkes. Der Fortschritt E 517 hat eine tangentiale Dreschgutzuführung. Der Dreschkanal ist 1625 mm breit, die Dreschtrommel hat einen Durchmesser von 800 mm. Sie ist mit 10 Schlagleisten besetzt. Die Drehzahl der Dreschtrommel kann über einen hydraulisch betätigten Keilriemenvariator stufenlos zwischen 530 und 955 min−1 eingestellt werden. Als Sonderausrüstung war ein zusätzliches Untersetzungsgetriebe für die Dreschtrommel verfügbar, das für den Drusch bestimmter Sonderkulturen den Drehzahlbereich auf 287 bis 516 min−1 absenkt. Der Dreschkorb mit 16 Schlagleisten hat einen Umschlingwinkel von 120° und eine Fläche von 1,43 m². Er kann in drei Stufen vom Fahrersitz eingestellt werden. Die Feineinstellung erfolgt mittels Einstellschrauben. In der Grundstellung für Getreide und Mais hat der Korbeinlauf einen Abstand von 17±2 mm zur Dreschtrommel, beim Korbauslauf einen Abstand von 9±1 mm. Für Sonnenblumen kann der Abstand deutlich erhöht werden.

### Abscheidung und Reinigung
Durch eine glatte Vorleittrommel mit 315 mm Durchmesser und eine profilierte Nachleittrommel mit 395 mm Durchmesser wird das größtenteils ausgedroschene Stroh zur Restgutabscheidung den Abscheideorganen zugeführt. Im Fortschritt E 517 sind fünf Hordenschüttler mit jeweils sieben Fallstufen und einer Gesamtabscheidefläche von 7,68 m² eingebaut. Ein Fangtuch verhindert, dass das ausgedroschene Korn von der Dreschtrommel auf die Hordenschüttler gelangt. Das nahezu vollständig ausgedroschene Stroh fällt von der letzten Schüttlerfallstufe im hinteren Maschinenbereich zurück auf das Feld. Die aus dem Stroh herausgeschüttelten Körner fallen, ebenso wie der mit der Dreschtrommel herausgedroschene Teil des Kornes auf den Stufenboden im unteren Teil des Mähdreschers. Durch Schwingungen des Stufenbodens trennen sich Strohbestandteile vom Korn. Anschließend fällt das Erntegut auf ein Kaskadensieb mit Rechen, wo das Kurzstroh abgeschieden wird. Vom Kaskadensieb fällt das Korn nun auf das Obersieb, wo die Hauptreinigung erfolgt. Durch das als verstellbares Klappensieb ausgeführte Obersieb gelangen die Körner zur Feinreinigung und letzten Trennung der Spreu vom Korn auf das Untersieb. Durch das Untersieb fällt das Korn auf den Rücklaufboden und wird mit dem Körnerelevator in den auf dem Dach des Mähdreschers installierten Korntank gefördert. Unfertig ausgedroschenes Erntegut, das nicht durch das Obersieb passt, wird an dessen oberem Ende abgeschieden und mit dem Ährenelevator zu einer auf der rechten Seite der Maschine befindlichen separaten Nachdruscheinrichtung befördert, die es anschließend wieder auf den Stufenboden auswirft. Die Gesamtsiebfläche beträgt 5,14 m². Der für den Reinigungsprozess erforderliche Wind wird mit zwei Axiallüftern mit einem Gesamtdurchmesser von 520 mm erzeugt, die den Wind in zwei Fallstufen unter Stufenboden und Kaskadensieb sowie unter Kaskadensieb und Klappensieb blasen.

### Korntank und Fahrerkabine
Der Korntank hat ein Fassungsvermögen von 4,5 m³. Durch den serienmäßig mitgelieferten verschließbaren Korntankaufsatz kann das Fassungsvermögen um 1 m³ auf 5,5 m³ vergrößert werden. Vom Korntank wird das Korn mit einer Abtankschnecke und einer Entleerungsschnecke abgetankt. Beide sind vom Fahrerplatz aus zu bedienen.
Der Fortschritt E 517 hat eine druckbelüftete Kabine mit einem Volumen von 2,5 m³. Ab Werk war auch eine Klimaanlage für die Kabine verfügbar. Die Lenksäule kann durch Neigen an die Körpergröße verschiedener Fahrer angepasst werden. Die Federn und Dämpfer des Fahrersitzes lassen sich auf verschiedene Gewichtsbelastungen einstellen. Die Höhe der Sitzfläche ist zwischen 390 mm und 480 mm einstellbar.

### Antrieb, Lenkung und Bremsanlage
Der Fortschritt E 517 wird von einem freisaugenden V8-Dieselmotor des Typs 8 VD 14,5/12,5-1 SVW des Traktorenwerk Schönebeck angetrieben. Dieser Motor hat zwei untenliegende Nockenwellen, hängende Ventile, Wasserkühlung und Direkteinspritzung. Die Einspritzpumpe ist eine Reiheneinspritzpumpe mit Kantensteuerung und mechanischer Regelung. Dabei wird das H-Verfahren angewandt, bei dem der Brennraum die Form eines Hyperboloids hat. Bei einer Zylinderbohrung von 125 mm und einem Kolbenhub von 145 mm hat der Motor einen Hubraum von 14,25 Liter. Das maximale Drehmoment von 932 N·m wird bei 1600 min−1 erreicht. Die Nennleistung beträgt 168 kW bei 2000 min−1, der spezifische Kraftstoffverbrauch im Bestpunkt beträgt 235 g/kWh.
Der Dieselmotor ist quer auf der Oberseite der Maschine hinter dem Korntank eingebaut. Das Drehmoment wird am hinteren Kurbelwellenende (der Schwungradseite) auf eine Mehrfach-Keilriemenscheibe übertragen, die die Reinigung direkt und das Dreschwerk indirekt über eine Zwischenwelle samt Vorgelegen antreibt. Über diese Keilriemenscheibe erfolgt zugleich der Antrieb des Strohreißers und des Lüfterwendegetriebes. Letzteres ändert die Drehrichtung der beiden Kühlerventilatorn ab einer bestimmten Temperatur kurzzeitig, so dass der Kühler von Staub und Strohresten freigeblasen wird und der Motor nicht überhitzt. Am vorderen Kurbelwellenende ist die Axialkolbenverstellpumpe des hydrostatischen Fahrantriebs mit einer Förderrate von 196 dm³·min−1 angebaut. Die Fahrantriebspumpe liefert den Öldruck für die beiden hydraulischen Axialkolben-Fahrmotoren an den Vorderrädern. Die Fahrgeschwindigkeit kann stufenlos im Bereich zwischen 0 und 20 km/h in Vorwärtsfahrrichtung und 0 und 7 km/h in Rückwärtsfahrrichtung eingestellt werden.
Die beiden Arbeitshydraulikpumpen sind Zahnradpumpen und am Schwungradgehäuse angeflanscht. Die kleinere hat eine Förderrate von 19 dm³·min−1, die größere eine von 35 dm³·min−1. Die Arbeitshydraulik dient der Verstellung der Schneidwerksposition und der Haspelgeschwindigkeit wie -position; sie wird auch zur Unterstützung der Lenkung der nicht angetriebenen Hinterräder genutzt. Der Mähdrescher wird mithilfe des hydrostatischen Fahrantriebes abgebremst. Eine Betriebsbremse in Form einer Trommel- oder Scheibenbremse gibt es nicht. Die Feststellbremse ist eine konventionelle Federspeicherbremse, die auf eine Bremsscheibe wirkt. Sie wird hydraulisch betätigt. Der Kraftstofftank hat ein Volumen von 400 l.

### Bordcomputer
Die Verlusterfassung, Ernteflächenerfassung und Erntezeitmessung geschah mit einem Bordcomputer EBC 17 A-M.

## Gebaute Einheiten
| Jahr | Anzahl |
| ---- | ------ |
| 1988 | 1664   |
| 1989 | 1699   |
| 1990 | 1106   |
| 1991 | 44     |

## Nachfolger
Der Nachfolger des E 517 ist der E 518, der ist bis auf die Kabine, den Motor (Mercedes OM 441) und Hydraulikkomponenten (Sauer bzw. Rexroth statt Orsta) identisch mit dem E 517 ist.